# Colin Rösler
Colin Rösler, né le 22 avril 2000 à Berlin en Allemagne, est un footballeur norvégien, qui évolue au poste de défenseur central au Mjällby AIF.

## Biographie

### Débuts professionnels
Né à Berlin en Allemagne, Colin Rösler est formé en Norvège, au Viking FK, puis en Angleterre avec Manchester City mais il ne joue aucun match en professionnel.
Le 16 août 2019, Colin Rösler prend la direction des Pays-Bas afin de s'engager librement avec le NAC Breda.
C'est avec ce club qu'il joue son premier match en professionnel, le 30 août 2019, lors d'une rencontre de championnat face au FC Volendam. Il entre en jeu à la place d'Ivan Ilić et son équipe s'incline par deux buts à un.

### Lillestrøm SK
Le 31 décembre 2021, Colin Rösler retourne en Norvège pour s'engager avec le Lillestrøm SK. Il signe un contrat courant jusqu'en décembre 2024.
Il découvre alors l'Eliteserien, l'élite du football norvégien, jouant son premier match le 2 avril 2022, lors de la première journée de la saison 2022, face au Hamarkameratene. Il est titularisé et les deux équipes se neutralisent (2-2 score final).

### Mjällby AIF
En janvier 2023, Colin Rösler rejoint la Suède pour s'engager en faveur du Mjällby AIF. Le transfert est annoncé dès le 28 décembre 2022, et il signe un contrat courant jusqu'en décembre 2025.
Rösler joue son premier match pour le Mjällby AIF le 19 février 2023, lors d'une rencontre de coupe de Suède face au Dalkurd FF. Il est titularisé et son équipe l'emporte par un but à zéro.

### En sélection
Colin Rösler est sélectionné avec l'équipe de Norvège des moins de 17 ans pour participer au championnat d'Europe des moins de 17 ans en 2017. Lors de cette compétition organisée en Croatie, il joue trois matchs comme titulaire. Son équipe est éliminée dès la phase de groupe avec un bilan de deux défaites et un match nul.
Le 4 septembre 2020, Colin Rösler joue son premier match avec l'équipe de Norvège espoirs face à Gibraltar. Il est titularisé et son équipe s'impose par six buts à zéro.

## Vie privée
Colin Rösler est le fils de l'ancien footballeur allemand devenu entraîneur, Uwe Rösler. Il doit son prénom à Colin Bell, légende de Manchester City. Il possède également des racines norvégiennes, sa mère étant originaire de ce pays,.